# Усманов Абіджан
Абіджан Усманов (1912, місто Маргілан, тепер Ферганської області, Узбекистан — ?) — радянський узбецький державний діяч, 1-й секретар Паст-Даргомського райкому КП(б) Узбекистану Самаркандської області. Депутат Верховної ради СРСР 3-го скликання.

## Життєпис
Народився в родині дехканина-бідняка. З дванадцятирічного віку працював пастухом.
У 1928—1929 роках — чорнороб Маргіланського шовкового заводу. У 1928 році вступив до комсомолу.
У 1929—1931 роках — учень, майстер Маргіланського кишкового заводу.
З 1931 року — заступник секретаря Маргіланського міського комітету ЛКСМ Узбекистану.
Член ВКП(б) з 1932 року.
З 1934 по 1936 рік служив у Червоній армії.
У 1936—1938 роках — секретар Ташлацького районного комітету ЛКСМ Узбекистану, заступник директора Ташлацької машинно-тракторної станції із політичної частини.
У 1938—1939 роках — слухач партійних курсів при ЦК ВКП(б) у Москві.
У 1939—1940 роках — секретар Ферганського обласного комітету ЛКСМ Узбекистану із кадрів.
У 1940—1941 роках — секретар Ферганського міського комітету КП(б) Узбекистану із кадрів.
У 1941—1944 роках — секретар Маргіланського районного комітету КП(б) Узбекистану Ферганської області; партійний організатор ЦК ВКП(б) на будівництві Беговатського металургійного заводу.
У 1944 — після 1950 року — 1-й секретар Паст-Даргомського районного комітету КП(б) Узбекистану Самаркандської області.
У 1950-х роках — 1-й секретар Ак-Курганського районного комітету КП Узбекистану Ташкентської області.
Подальша доля невідома.

## Нагороди
- два ордени Леніна (16.01.1950, 1957)
- орден Трудового Червоного Прапора (1946)
- орден «Знак Пошани» (1944)
- медаль «За трудову доблесть» (21.01.1939)
- медалі